# Pico Mwanda
Pico Mwanda es el punto topográfico más alto en la frontera del país africano de Zambia con 2.148 m s. n. m. Se encuentra cerca de la frontera con Malaui en el parte noreste de la provincia oriental (Eastern Province), y se asienta sobre la meseta de Nyika (Nyika Plateau) en las coordenadas geográficas 10°40′00″N 33°35′00″E / 10.66667, 33.58333